# Kaiserreich Trapezunt

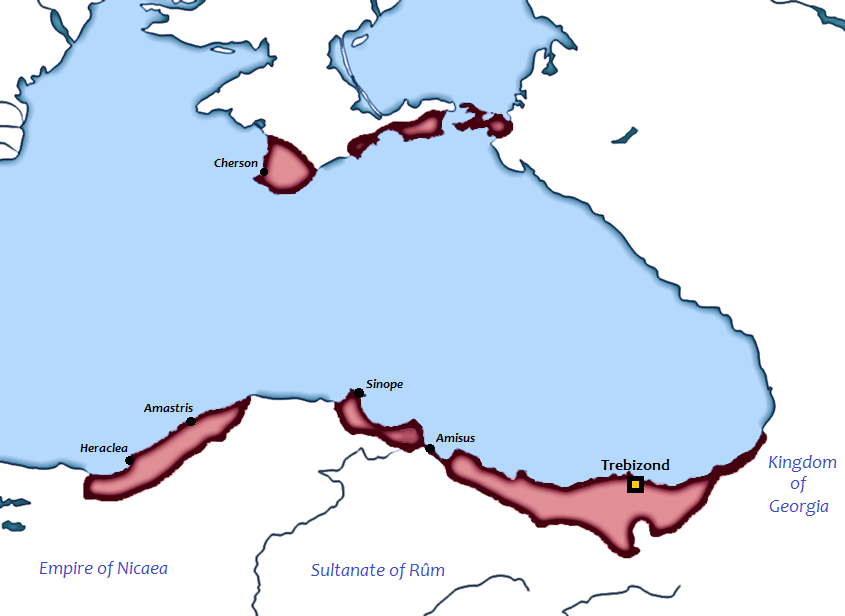
Das Reich kurz nach seiner Gründung

Das Kaiserreich Trapezunt war einer der Nachfolgestaaten des Byzantinischen Reichs, entstanden nach der Eroberung der Hauptstadt Konstantinopel im Zuge des Vierten Kreuzzugs. Es erstreckte sich zeitweise über die historischen Landschaften Paphlagonien, Pontos und den Westen von Kolchis. Das Reich bestand von 1204 bis 1461.

## Geschichte

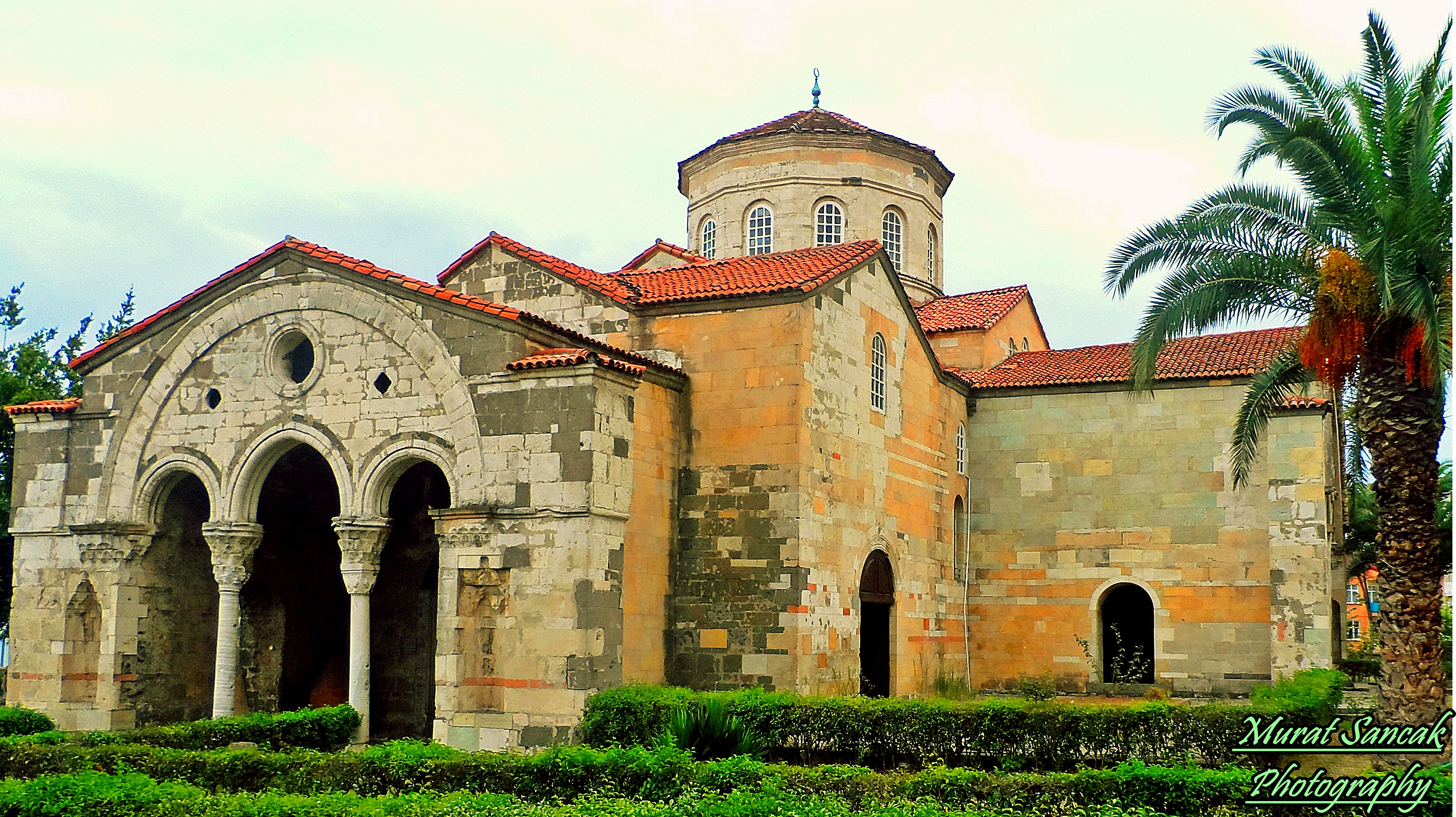
Die Hagia Sophia

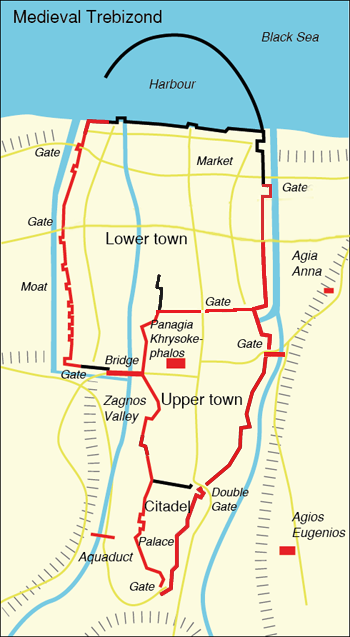
Das spätmittelalterliche Trapezunt

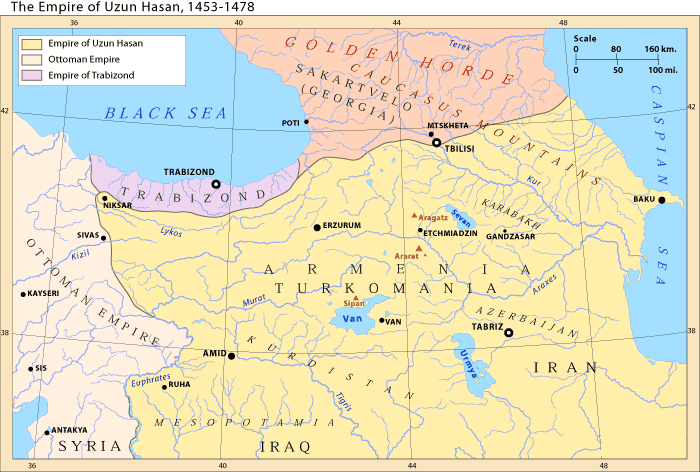
Trapezunt bei seiner Eroberung 1461, südlich das verbündete Reich der Aq Qoyunlu unter Uzun Hasan

Schon vor 1204 bestanden in dem aus dem Blickwinkel der Hauptstadt Konstantinopel abgelegenen Gebiet, das aber für Diplomatie und Handel von großer Bedeutung war, separatistische Tendenzen. Diese waren durch die Gabraden-Herrschaft gestärkt worden. Diese weitverzweigte Familie war schon bis etwa 1140 als Vorkämpferin gegen die Türken „halbunabhängig“ (Karpow) gewesen.
Das Kaiserreich lag im Osten des Südufers des Schwarzen Meeres und wurde 1204 von der byzantinischen Herrscherdynastie der Komnenen gegründet, welche bereits vor der Eroberung Konstantinopels durch die Teilnehmer des Vierten Kreuzzugs aus der Hauptstadt geflohen waren, aber bis 1204 ein separates Reich um Amastris (anatolische Nordwestküste zum Schwarzen Meer) beherrschten. Die Komnenen konnten mit Unterstützung der georgischen Königin Tamar einen Küstenstreifen erobern und halten, der strategische und ökonomische Bedeutung hatte, weil hier wichtige Handelsrouten verliefen. Das Territorium entsprach im Wesentlichen dem ehemaligen byzantinischen Thema Chaldia.
Die Gründer des Staates waren Enkel des Kaisers Andronikos I. Komnenos. Alexios und David hatten den Titel Großkomnenen angenommen. Nach Niederlagen gegen das Kaiserreich Nikaia und die Seldschuken schieden sie aus dem Kreis der griechischen Mächte, die das Byzantinische Reich wiederherstellen konnten, aus. Auch verloren sie Sinope an die Seldschuken. Die Städte in Paphlagonien fielen an Nikaia. Kerngebiet des Reiches wurde der Küstensaum zwischen dem Fluss Çoruh und Amisos (Samsun). In der ersten Hälfte gehörte auch die südliche Krim zum Reich, mit der Stadt Chersonesos; mit dem dortigen Fürstentum Theodoro bestanden enge Beziehungen. 1223 gelang Kaiser Andronikos I. ein Sieg über die Seldschuken.
Ebenso wie das Sultanat der Rum-Seldschuken mussten sich die Komnenen 1243 nach der Schlacht vom Köse Dağ den mongolischen Ilchanen als Vasallen unterwerfen. Mit ihrer Hilfe gelang die Rückeroberung von Sinope von 1254 bis 1265. Bis 1282 hielten sie gegen die Laskariden und Palaiologen, die ab 1261 wieder in Konstantinopel herrschten, den Anspruch auf den Titel Kaiser der Romäer aufrecht. Zwischen 1260 und 1280 setzte eine Annäherung an die Paläologen ein. 1261 erkannte der Metropolit der Hauptstadt Sonderrechte des Metropoliten von Trapezunt an.
Schließlich verzichtete Kaiser Johannes II. auf den Kaisertitel zugunsten des Despotentitels sowie auf seine Ansprüche auf den Thron von Byzanz. 1281/82 heiratete er die Tochter Kaiser Michaels VIII. Palaiologos. Allerdings kehrten die Komnenen im 14. Jahrhundert zum Kaisertitel zurück, jedoch ohne universalen Anspruch.
Das Reich und seine Hauptstadt, die heute Trabzon heißt, erlebten während des 13. und frühen 14. Jahrhunderts eine wirtschaftliche und kulturelle Blüte, wovon Bauwerke wie die Kirche Hagia Sophia zeugen. Dies hing damit zusammen, dass sich der Orienthandel von Bagdad, das die Mongolen 1258 zerstört hatten, nach Täbris verlagert hatte. Damit wurde Trapezunt ab etwa 1270/80 „zum wohl bedeutendsten Zentrum der abendländischen Kaufleute im Fernhandel mit Persien, Mittelasien und China“ (Karpov). Nach 1280 entstanden Händlerkolonien, zunächst der Genuesen.
1319 folgten venezianische Faktoreien. Seit etwa 1287 saßen sie bereits in Soldaia, Tana folgte 1332. Dennoch schufen sie, im Gegensatz zu den Genuesen, kein Siedlungsnetzwerk im Schwarzmeergebiet. Venedig bevorzugte Schiffskonvois (mude), das heißt, jährlich wurde Schiffsraum von Staats wegen versteigert. Wenn nötig, wurden die Schiffe mit ihrer wertvollen Fracht von Kriegsschiffen begleitet.
Mit den in ihrer Zeit effektivsten Mitteln, Schiffen, Handelsgesellschaften, doppelter Buchführung, Wechseln, Banken usw. dominierten sie nicht nur den Fernhandel, sondern sie integrierten das Schwarze Meer in das Handelssystem des Mittelmeeres. Damit jedoch ruinierten sie die Wirtschaft der griechischen Staaten und unterbanden weitgehend deren Zugriff auf die ökonomischen Möglichkeiten. Die griechischen Händler waren weiterhin bedeutend, doch agierten sie als Juniorpartner, und es bestand ein gewisses Misstrauen, da sich beide Seiten für Häretiker hielten. Mit dem Abzug der Italiener im 15. Jahrhundert waren die Griechen wiederum in der Lage, die Stellung als führende Händler in diesem Raum einzunehmen.
Das Reich passte seine Wirtschaftspolitik der veränderten Situation an. So stand die Produktion von Wein, Oliven, Honig und Wachs sowie von Rosinen und Haselnüssen im Mittelpunkt. Der Viehhandel wurde verstärkt, ebenso wie der Getreideanbau. Dennoch mussten Weizen, aber auch Salz und Fisch aus dem nördlichen Schwarzmeerraum eingeführt werden. Von den ansteigenden Fiskaleinnahmen aus dem Handel (Kommerkion) profitierten die leitenden Beamten des Reiches.
Für die Geldzirkulation waren die Rohstoffe Gold, Silber und Kupfer von größter Bedeutung. Kupfer gewannen die Komnenen in Kerasous (Giresun), Rhizaion (Rize) sowie im Tal des Philabonites (Harşit) und an der Ostgrenze. So konnten nach dem Vorbild der Goldmünzen Kaiser Andronikos’ I., dessen Ikonographie sie folgten, bereits relativ schwere Kupfermünzen, trachea, geprägt werden, die zwischen 4,5 und 5,8 g wogen. Beim Silber hingegen hing das Reich von Importen ab, sicherlich türkischen, wahrscheinlich aber auch von Barren westlicher Provenienz, also von Genuesen und Venezianern. Silberminen bestanden in Argyria (Halkavala) an der Schwarzmeerküste und Zigana sowie Paipertes (Bayburt) sowie um Tzanicha (Canca, Gümüşhane). Letztere ging 1330 an die Il-Chane verloren. Die Produktion von Silber genügte nicht, insbesondere weil die Nachbarmächte immer wieder Tributzahlungen forderten. Die ersten Aspra wurden unter Manuel I. geprägt. Nach der herrschenden Dynastie, den Komnenen, nannte man die Münzen in Venedig Cominiati. Nach 1297 wurde die Münze nach und nach entwertet, ihr Gewicht sank bis Mitte des 15. Jahrhunderts um zwei Drittel, der Silberanteil um die Hälfte. Schon um 1400 spielte Trapezunt als Mittler zwischen Ost und West kaum noch eine Rolle, weil das Mongolenreich einem Zerfallsprozess ausgesetzt war, und sich zudem die Osmanen auf beiden Seiten des Schwarzen Meeres festsetzten.

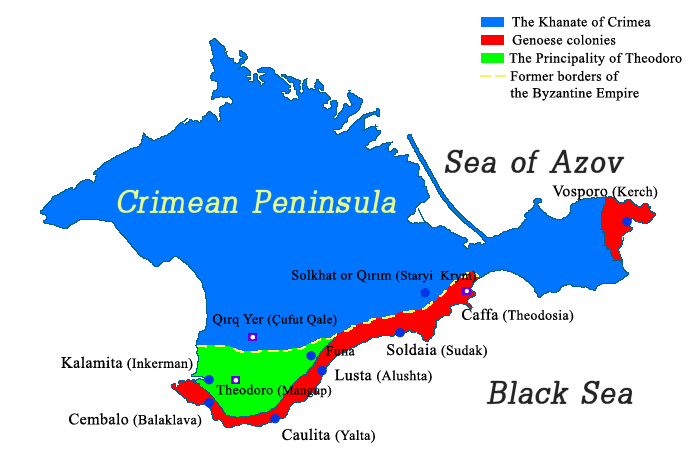
Die Krim Mitte des 15. Jahrhunderts

Der Handel zwischen den Anrainern des Schwarzen Meeres war dabei lange sehr intensiv, wie Münzfunde erweisen, insbesondere in Tana auf der Krim. Auf dem dortigen Markt wurde mit Sklaven, Weizen, Honig, Käse, Pelzen und Häuten, Kupfer, Wachs, Fisch, Salz und Holz, mit Baumwolle, Leinen, Seide, mit Silber- und Kupferwaren, mit Wein, Butter, Seife und Papier, mit Gewürzen, Glaslampen nach dem Vorbild Muranos, Pelzen aus Sibirien, aber auch Alaun aus dem Norden Anatoliens gehandelt. Ein vor Cherson gesunkenes Schiff, das nach dem Jahr 2000 gehoben wurde, barg 36 Münzen aus Trapezunt, die dort unter Manuel I. geprägt worden waren. Dabei nahm, nimmt man die Funde als Grundlage, der Handel in der zweiten Hälfte des 13. Jahrhunderts zu. Nikaia hingegen spielte nur eine geringe Rolle in diesem weiträumigen Handelssystem. Auch mit Georgien bestand ein intensiver Warenaustausch, wie Münzfunde, wie der Hortfund von Tobanieri belegen; weitere 21 Hortfunde sind dort bekannt (Stand: ). Als es 1282 bis 1285 zum Krieg zwischen Georgien und Trapezunt kam, begann Georgien eigene Münzen zu prägen, die diejenigen des Gegners imitierten (Kirmanueli, nach Kaiser Manuel I.). In Armenien hingegen sind wohl nur wenige Münzen aus Trapezunt zirkuliert, wobei dies auch mit der Forschungslage zusammenhängen kann. Die dort gefundenen Münzen könnten darauf hinweisen, dass die Händler auch nach dem Verlust der Krim weiterhin nach Wegen zu den östlichen Märkten suchten. Allerdings nahm ihre Reichweite nach Osten schnell ab, der Raum, in dem sie ganz überwiegend umliefen war der rund um das Schwarze Meer.
Ikonographisch orientierten sich die Münzen, genauso wie die der benachbarten türkischen Herrschaftsgebiete, an den byzantinischen Prägungen des 12. Jahrhunderts. Dabei wurde der Kaiser von Gott gekrönt, der Weltherrschaftsanspruch – im Gegensatz zu den Palaiologen, die diesen nach 1261 aufgaben – weiterhin durch eine Kugel symbolisiert. Den gleichen Anspruch hegten die Könige von Georgien, den sie mittels derselben Symbole ausdrückten. Allerdings ergänzten sie den Davidstern, um ihre Abstammung von König David zu untermauern. Es wurden silberne Asper mit dem Stadtheiligen Eugenius – den die Georgier durch Georg ersetzten – auf der Vorderseite und dem Kaiser, zunächst stehend, später zu Pferd, geprägt.
Mitte des 14. Jahrhunderts kam es zu Bürgerkriegen, die ihre Ursachen in ungünstiger Landverteilung hatten, denn Haupttyp des Grundbesitzes waren kleine und mittlere Erbgüter, während die größeren Güter im Besitz des Kaisers und mächtiger Aristokratenfamilien standen, wie etwa der Kabasitai, der Tzanichitai oder der Scholarioi. Mit den Störungen des Handels nahmen die Spannungen zu. Darüber hinaus führten in den Jahren 1340 bis 1355 Einfälle von Turkmenen zu einer Schwächung der kaiserlichen Gewalt. Es kam zu Aufständen der Aristokratie und zu Bürgerkriegen.
Erst unter Alexios III. kam es zu einer Wiederherstellung der kaiserlichen Autorität. Unter ihm wurde die Reichsgrenze gesichert und er schloss strategische Bündnisse mit turkmenischen Emiren.
Zu Anfang des 15. Jahrhunderts erkannte das Reich die Oberhoheit Timurs an. Seitdem bestanden mit dem turkmenischen Reich der Aq Qoyunlu dynastische Verbindungen. Im Laufe des 15. Jahrhunderts sahen sich viele Armenier gezwungen, ihre Heimat aufzugeben, da sie von Mamluken und Osmanen angegriffen wurden. Viele fanden eine neue Heimat auf der Krim, insbesondere in Kaffa, wo sie um 1470 bereits 60 % der Bevölkerung stellten. Auch zogen zahlreiche Russen auf die Halbinsel. Trapezunt hingegen blieb griechisch und orthodox, beherrscht von einer alten Dynastie. Vielfach erwarben in dieser Zeit italienische Händler Manuskripte und Ikonen.
Nach der Eroberung Konstantinopels durch die Osmanen im Jahre 1453 wurde Trapezunt zum letzten Rückzugsgebiet der byzantinischen Kultur in Kleinasien. Es konnte sich aber nur noch wenige Jahre behaupten. 1459 fiel Amastris. Nachdem der letzte Kaiser David Komnenos vergeblich versucht hatte, mit dem Reich der turkmenischen Aq Qoyunlu, weiteren lokalen Beyliks, den Georgiern und westeuropäischen Mächten eine Allianz gegen die Osmanen zu schmieden, wurde die belagerte Hauptstadt 1461 schließlich Teil des Osmanischen Reichs unter Mehmed II. Sie wurde zum Sitz eines osmanischen Vilâyets. Auch Sinope fiel an die Osmanen. Es folgte die Krim bis 1475.
Im Handel begannen die Griechen zu dominieren, zumal der Schwarzmeerraum für die Italiener immer unattraktiver wurde. Handelsbeschränkungen, eine ungewohnte Bürokratie, die drastische Verringerung des Asienhandels, dazu die Versorgungsbedürfnisse der schnell wachsenden Metropole Konstantinopel-Istanbul veranlassten die westlichen Händler, sich neue Handelsräume zu suchen.

## Rezeption

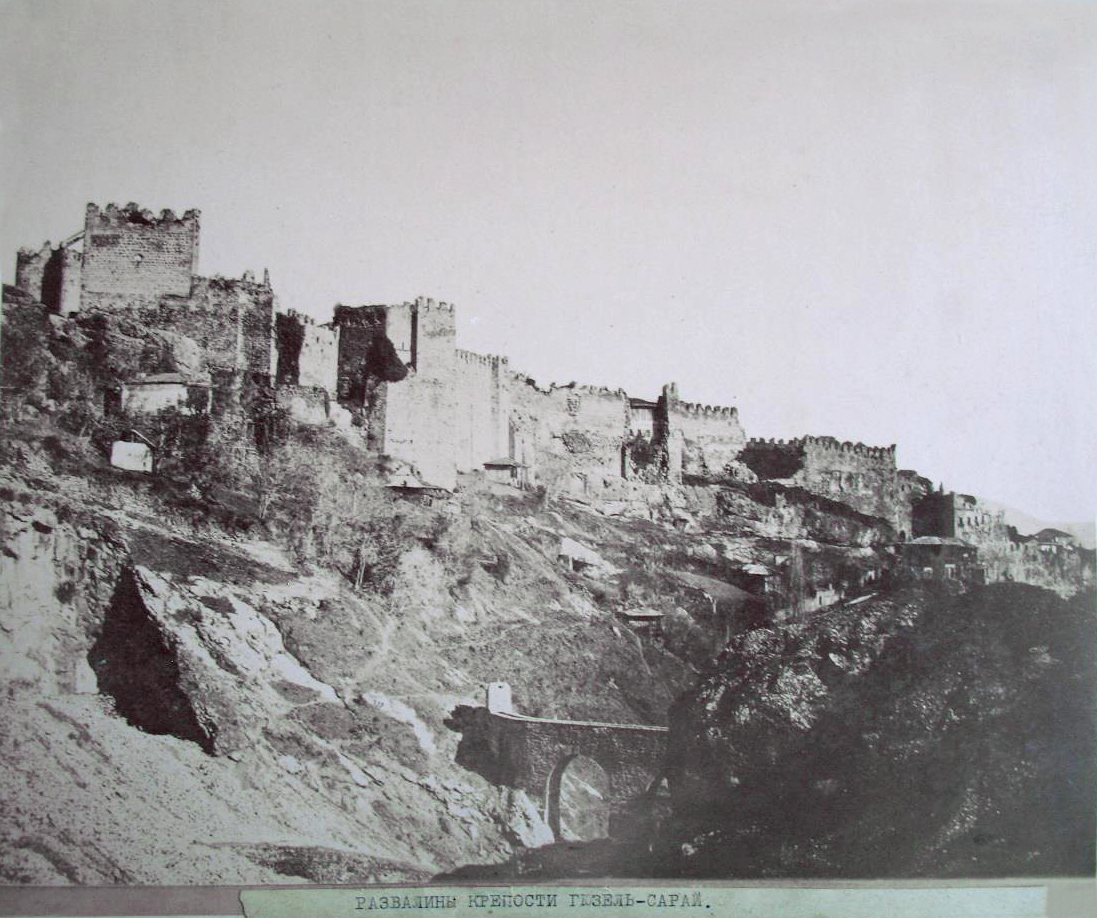
Die Stadtmauern im 19. Jahrhundert

Erstmals erforscht wurde die Geschichte des Kaiserreichs durch Jakob Philipp Fallmerayer in seiner Geschichte des Kaiserthums Trapezunt (München, 1827–1848).

## Liste der Herrscher von Trapezunt
| Porträt  | Name             | Vollständiger Name                 | Regierungszeit | Anmerkungen |
| Komnenen | Komnenen         | Komnenen                           | Komnenen       | Komnenen |
| -------- | ---------------- | ---------------------------------- | -------------- | --- |
|          | Alexios I.       | Alexios Megas Komnēnos             | 1204–1222      | gegen Konstantin und Theodor Laskaris (beide Nikaia), Caesar 1183/85, bis 1212/1214 mit David (Caesar 1184/85, 1204/05–1207 in Paphlagonien) |
|          | Theodoros Gabras | Theodōros Gabras                   | 1204–1208?     | Usurpator (?) in Pontos |
|          | Andronikos I.    | Andronikos Komnēnos Gidos          | 1222–1235      | |
|          | Johannes I.      | Iōannēs Axouchos Megas Komnēnos    | 1235–1238      | mit Johannikios (Kaiser 1238?) |
|          | Manuel I.        | Manouēl Megas Komnēnos             | 1238–1263      | gegen Johannikios (?); erkannte Kai Chosrau II. und Hülegü als Suzeräne an                                                                   |
|          | Andronikos II.   | Andronikos Megas Komnēnos          | 1263–1266      | Despot seit 1240? |
|          | Georg            | Geōrgios Komnēnos                  | 1266–1280      | gegen Andronikos II.; Gegenkaiser 1284 |
|          | Johannes II.     | Iōannēs Megas Komnēnos             | 1280–1297      | gegen Georg, ab 1282 nominell Despot, 1284–1285 abgesetzt; erkannte Michael VIII. als byzantinischen Kaiser an                               |
|          | Theodora         | Theodōra Megalē Komnēnē            | 1284–1285      | durch David VI. Narin |
|          | Alexios II.      | Alexios Palaiologos Megas Komnēnos | 1297–1330      | bis 1300 neben Andronikos II. (Byzanz) |
|          | Andronikos III.  | Andronikos Megas Komnēnos          | 1330–1332      | |
|          | Manuel II.       | Manouēl Megas Komnēnos             | 1332           | |
|          | Basileios        | Basileios Megas Komnēnos           | 1332–1340      | gegen Manuel II. |
|          | Irene            | Eirēnē Palaiologina                | 1340–1341      | |
|          | Anna             | Anna Megalē Komnēnē Anachoutlou    | 1341–1342      | gegen Irene, 1341 abgesetzt |
|          | Johannes III.    | Iōannēs Megas Komnēnos             | 1342–1344      | durch Niketas Scholarios, gegen Anna |
|          | Michael          | Michaēl Megas Komnēnos             | 1344–1349      | Gegenkaiser 1341; Regent: Niketas Scholarios (bis 1345, Usurpator 1355)                                                                      |
|          | Alexios III.     | Alexios (Iōannēs) Megas Komnēnos   | 1349–1390      | gegen Michael, gekrönt 1350; Despoten: Andronikos (1355–1376), Basileios (nach 1358–vor 1377)                                                |
|          | Michael          | Michaēl Palaiologos                | 1373           | Despot seit ?1351 (durch Johannes V.) |
|          | Manuel III.      | Manouēl Achpougas Megas Komnēnos   | 1390–1417      | Despot seit 1376; erkannte Timur als Suzerän an                                                                                              |
|          | Alexios IV.      | Alexios Megas Komnēnos             | 1417–1429      | Despot seit 1395, ab 1426 mit Alexander (Despot seit 1418, Mitregent Johannes’ IV. 1453–1459/60?)                                            |
|          | Johannes IV.     | Iōannēs Megas Komnēnos             | 1429–1460      | Despot 1417–1426; Despot: Alexios (ab 1454/55)                                                                                               |
|          | David            | David Megas Komnēnos               | 1460–1461      | Despot seit 1429; osmanischer Nachfolger: Sultan Mehmed II.                                                                                  |

Erläuterungen: siehe Liste der byzantinischen Kaiser.

### Überblickswerke
- T. Kyriakides (Hrsg.): Trebizond and the Black Sea, Thessaloniki 2010.
- Anthony Bryer: The Empire of Trebizond and the Pontos. London 1980.
- Sergei Pawlowitsch Karpow: Das Reich von Trapezunt. In: Lexikon des Mittelalters, Bd. VIII, Artikel Trapezunt, Sp. 957–959, besonders Sp. 958 f. (Überblick, Quellen und Literatur).
- Sergej Pavlovič Karpov: L’impero di Trebisonda Venezia Genova e Roma 1204–1461. Rapporti politici, diplomatici e commerciali, Il Veltro, 1986.

### Einzelaspekte
- Émile Janssens: Trébizonde en Colchide, Brüssel 1969.
- Heath W. Lowry: The Islamization & Turkification of the City of Trabzon (Trebizond), 1461-1583, Isis Press, 2009.
- Rustam Shukurov: Foreigners in the Empire of Trebizond (the case of Orientals and Latins), in: Deniz Beyazit (Hrsg.): At the crossroads of empires: 14th – 15th century Eastern Anatolia. Proceedings of the International Symposium held in Istanbul, 4th – 6th May 2007, Paris, 2012, S. 71–84. (academia.edu)

### Kunst und Kunstgeschichte
- Anthony Bryer, Richard Winfield: The Byzantine Monuments and Topography of the Pontos, 2 Bde., Dumbarton Oaks, Washington 1985.

### Numismatik, Handel
- Simon Bendall: An Introduction to the Coinage of the Empire of Trebizond, Spink, London 2015.[6]
- Eurydice S. Georganteli: Trapezuntine Money in the Balkans, Anatolia and the Black Sea, 13th–15th centuries, in: T. Kyriakides (Hrsg.): Trebizond and the Black Sea, Thessaloniki 2010, S. 93–112. (academia.edu)
- Otto Retowski: Die Münzen der Komnenen von Trapezunt, Synodal-Buchdruck, Moskau 1910, sowie Klinkhardt & Biermann, Braunschweig 1974, 1977 (Neudruck)
- Andreas Urs Sommer: Das Kaiserreich von Trapezunt und seine Münzen (1204–1461), in: Money Trend 10 (1989), S. 12ff. ISSN 1420-4576
- Andrei Mirea: The problem of winter navigation in the medieval Black Sea, in: International Journal of Maritime History 36 (2024) 183–212.
- Sergej Karpov: The impact of the Italian trade on the development of the Black Sea region and Pontic Hellenism (13th-15th centuries) in: Russia and the Mediterranean. Proceedings of the First International Conference Athens, 19-22 May 2005, Bd. 1, Athen 2011, S. 223–236. (academia.edu)
- Angeliki Tzavara: Conflicts, Caravans and Silk: Some Aspects of the Venetian Presence in Trebizond (1371–1376), in: Georg Christ, F. Julius Morche, Roberto Zaugg, Wolfgang Kaiser, Stefan Burkhardt, Alexander Daniel Beihammer (Hrsg.): Union in Separation Diasporic Groups and Identities in the Eastern Mediterranean (1100-1800), Viella, Rom 2015, S. 287–310.

### Ältere Werke
- Jakob Philipp Fallmerayer: Geschichte des Kaiserthums Trapezunt, München 1827–1848.